# Gedde Watanabe
Gary 'Gedde' Watanabe (Ogden (Utah), 26 juni 1955) is een Amerikaans acteur en stemacteur. 
Watanabe is waarschijnlijk het bekendst van zijn rol als verpleger Yosh Takata in de televisieserie ER waar hij in 58 afleveringen speelde (1997-2003).

## Biografie
Watanabe werd geboren in Ogden (Utah) en groeide op in Chinatown in San Francisco. Tijdens de highschool was hij al actief in toneelvoorstellingen als acteur en zanger. Het acteren heeft hij geleerd aan het American Conservatory Theater in San Francisco. Als acteur begon hij in 1976 met de musical Pacific Overtures op Broadway in diverse rollen.

## Filmografie

### Films
Uitgezonderd korte films.
- 2024 Ultraman: Rising - als professor Sato (stem)
- 2024 Kung Fu Panda 4 - als Badger misdaadleider (stem)
- 2024 The Keepers of the 5 Kingdoms - als Trader Joe (stem)
- 2021 Le Sommet des Dieux - als magazine editor (stem)
- 2017 The Last Word - als tuinman
- 2013 47 Ronin – als groepsleider
- 2012 Parental Guidance – als mr. Cheng
- 2012 The Seven Year Hitch – als mr. Fujimura
- 2009 All Ages Night – als Dead Head Fred
- 2009 Scooby-Doo! And the Samurai Sword – als Kenji (stem)
- 2009 Not Forgotten – als agent Nakamura
- 2008 Forgetting Sarah Marshall – als hotelmanager
- 2008 The Onion Movie – als James Nakatami
- 2007 Sunny & Share Love You – als vader van Eliza
- 2005 Two for the Money – als Milton
- 2004 Mulan II – als Ling (stem)
- 2004 Alfie – als Wing
- 2002 L.A. Law: The Movie – als Cyril
- 2002 Slackers – als Japanse procurator
- 2001 Thank You, Good Night – als café-eigenaar
- 1999 EDtv – als Greg
- 1999 Guinevere – als Ed
- 1998 Armageddon – als Aziatische toerist
- 1998 Mulan – als Ling (stem)
- 1997 Psycho Sushi – als Yoshi
- 1997 Booty Call – als Chan
- 1997 Nick and Jane – als Enzo
- 1996 That Thing You Do! – als Play-Tone fotograaf
- 1995 Perfect Alibi – als rechercheur Onoda
- 1995 Boys on the Side – als Steve
- 1992 Miss America: Behind the Crown – als Takeo
- 1990 Gremlins 2: The New Batch – als mr. Katsuji
- 1989 The Spring – als Matty
- 1989 UHF – als Kuni
- 1986 Vamp – als Duncan
- 1986 Gung Ho – als Oishi Kazihiro
- 1985 Volunteers – als At Toon
- 1984 Sixteen Candles – als Long Duk Dong
- 1976 Pacific Overtures – als priester / meisje / jongen

### Televisieseries
Uitgezonderd eenmalige gastrollen.
- 2023 Blue Eye Samurai - als diverse stemmen - 6 afl.
- 2021-2022 The Sex Lives of College Girls - als professor Harpin - 4 afl.
- 2018-2022 Puppy Dog Pals - als Reo - 2 afl.
- 2020 The Disappointments - als Gary Chen - 17 afl.
- 2014-2017 Bravest Warriors - als hamster Mitch (stem) - 3 afl.
- 2002-2007 Kim Possible – als professor Bob Chen (stem) – 2 afl.
- 1997-2003 ER – als verpleger Yosh Takata – 58 afl.
- 1990-1991 Down Home – als Tran – 19 afl.
- 1986-1987 Gung Ho – als Kaz Kazuhiro – 9 afl.

### Computerspellen
- 2007 Kingdom Hearts II: Final Mix+ - als Ling
- 2005 Kingdom Hearts II – als Ling (stem)

- Bibliothèque nationale de France: cb14238018p (data)
- International Standard Name Identifier: 0000 0000 1010 8999
- Library of Congress Control Number: no2001055242
- MusicBrainz: 9e35598a-4573-4077-a972-5158c1074071
- Nationale Bibliotheek van Israël: 987007605146405171
- Virtual International Authority File: 46973634
- WorldCat: E39PBJdgVw8MbhH88TrRTqtFrq